# Robert Braithwaite Martineau

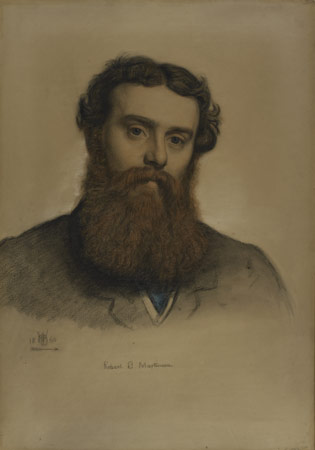
Martineau op een portret door William Holman Hunt, 1860

Robert Braithwaite Martineau (Londen, 19 januari 1826 – aldaar, 13 februari 1869) was een Engels kunstschilder, die wordt geassocieerd met de beweging van de Prerafaëlieten.
Martineau was een zoon van een succesvol jurist en hij leek in zijn vaders voetsporen te gaan volgen. Hij koos echter uiteindelijk voor de schilderkunst. Hij ging eerst gedurende twee jaar in de leer bij de tekenschool Cary's Academy en schreef zich in 1848 in de bij de Royal Academy of Arts, waar hij al spoedig een zilveren medaille kreeg toegekend.
In 1851 werd hij een leerling van William Holman Hunt, een van de voormannen van de Prerafaëlieten, met wie hij nauw bevriend raakte en met wie hij enige tijd in hetzelfde atelier samenwerkte. Hij stond model voor een van de figuren op het schilderij 'Work' van Ford Madox Brown en was later penningmeester van de slechts enkele jaren bestaand hebbende Hogarth Club (1858-61), die diende als opvolger van de ontmantelde club van de Pre-Raphaelite Brotherhood.
Het eerste door hem bij de Academy geëxposeerde werk was Kit's Writing Lessons (1852) naar Charles Dickens' boek 'The Old Curiosity Shop' (Tate Gallery, Londen). Hij vervaardigde ook andere op de literatuur gebaseerde schilderijen, onder meer naar werk van William Shakespeare. Ook middeleeuwse thema's werden door hem opgepakt, zoals een trend was bij vele leden en stijlvolgers van de Prerafaëlieten. Eigentijdse thema's schuwde hij echter niet.
Als zijn belangrijkste werk wordt het olieverfschilderij The Last Day in the Old Home beschouwd. Het dateert uit 1862 en bevindt zich eveneens in de Tate Gallery.
Het schilderij toont een scène waarin een gezin uit de gegoede middenklasse geconfronteerd wordt met een fikse tegenvaller. De heer des huizes heeft zijn fortuin bij het gokken verloren en de inboedel van het huis moeten worden geveild. De man heeft er, gezien zijn opgewekte gemoedstoestand, zijn humeur niet bij verloren. De vrouwen zijn minder vrolijk over hun lot. Het schilderij kende veel succes en werd op vele plekken in Engeland tentoongesteld.
Ook het werk The Poor Actress's Christmas Dinner was zeer succesvol. Het bevindt zich thans in het Ashmolean Museum in Oxford.
Martineau trouwde in 1865 met Maria Wheeler. Zij kregen drie kinderen. Hij overleed op 43-jarige leeftijd onverwacht aan een hartaanval.